# Noël Devaulx
Noël Devaulx (* 9. Dezember 1905 in Brest; † 9. Juni 1995 in Saint-Romain-de-Lerps) war ein französischer Schriftsteller.

## Leben und Werk
René Forgeot war Diplomingenieur in der Elektrotechnik. Ab 1938 veröffentlichte er unter dem Pseudonym Noël Devaulx bis ins höchste Alter zahlreiche subtile und gleichzeitig wissenschaftlich stringente Erzählungen phantastischen und visionären Charakters.

## Werke (Auswahl)
- L’auberge Parpillon. Nouvelles. Gallimard, Paris 1945, 1984. (Nachwort von Jean Paulhan)
- Le pressoir mystique. Récits. Seuil, Paris 1948. Gallimard, Paris 1982 (mit Vorwort von André Rousseaux).
- Sainte Barbegrise. Roman. Gallimard, Paris 1952, 1984.
- Bal chez Alféoni. Contes. Gallimard, Paris 1955, 1993.
- La Dame de Murcie. Nouvelles. Gallimard, Paris 1961, 1987.
- Frontières. Nouvelles. Gallimard, Paris 1966.
- Avec vue sur la zone. Nouvelles. Corti, Paris 1974.
- (mit Alexis Grüss Jr.) Le Cirque à l’ancienne. H. Veyrier, Paris 1977.
- Le lézard d’immortalité. Récits. Gallimard, Paris 1978. (Prix de la Nouvelle der Académie française)
- La Plume et la racine. Gallimard, Paris 1979. (14 Erzählungen)
- Le Manuscrit inachevé. Récits. Gallimard, Paris 1981.
- Le Vase de Gurgan. Contes. Gallimard, Paris 1983.
- Le Visiteur insolite. Contes. Gallimard, Paris 1985.
- Instruction civique. Gallimard, Paris 1986, 2016.
- Capricieuse Diane. Contes allégés. Gallimard, Paris 1989.
- Mémoires du perroquet Papageno accompagnés du journal de Corinne. Dumerchez, Creil 1993.
- Visite au palais pompéien. Contes. Gallimard, Paris 1994.